# Ralph Tuchtenhagen
Ralph Tuchtenhagen (* 16. Oktober 1961 in Karlsruhe) ist ein deutscher Historiker und Kulturwissenschaftler. Von 2003 bis 2009 war er Professor für Ost- und Nordeuropäische Geschichte an der Universität Hamburg. Er lehrt seit 2009 als Professor für Skandinavistik/Kulturwissenschaft Geschichte und Kultur Nordeuropas an der Humboldt-Universität zu Berlin.

## Leben
Ralph Tuchtenhagen studierte Geschichte, Skandinavistik und Germanistik an der Universität Freiburg und der Sorbonne in Paris. Im Jahr 1989 arbeitete er als Redakteur und Autor beim norwegischen Fjordis-Verlag. Im Juli 1992 wurde er in Freiburg zum Dr. phil. mit der Arbeit Religion als minderer Status promoviert. Von 1990 bis 1993 war er wissenschaftlicher Mitarbeiter an der Forschungsstelle für Kultur und Geschichte der Deutschen in Russland der Universität Freiburg. Von 1994 bis 1996 lehrte er als Gastdozent an der Theologischen Hochschule Friedensau (Sachsen-Anhalt). In den Jahren 1993 bis 1995 arbeitete er als wissenschaftlicher Mitarbeiter, von 1995 bis 2001 als wissenschaftlicher Assistent und 2001 bis 2003 als Hochschuldozent am Seminar für Osteuropäische Geschichte der Universität Heidelberg. 2001 habilitierte er sich in Heidelberg mit der Habilitationsschrift Zentralstaat und Provinz im frühneuzeitlichen Nordosteuropa. Im Wintersemester 2002/03 war Tuchtenhagen Gastprofessor an der Universität des Saarlandes. Von 2003 bis 2009 war er Professur für Ost- und Nordeuropäische Geschichte am Historischen Seminar (Universität Hamburg). 2008 arbeitete er als Gastprofessor an der Hochschule Södertörn. Seit Oktober 2009 lehrt er als Professor für Skandinavistik/Kulturwissenschaft Geschichte und Kultur Nordeuropas an der Humboldt-Universität zu Berlin. Von 2010 bis 2012 amtierte er als Direktor des Nordeuropa-Instituts der Humboldt-Universität.
Neben seiner Lehrtätigkeit war er Vorstandsmitglied des Nordost-Instituts (2002–2011) und der Baltischen Historischen Kommission (2007–2011). Er ist Vorstandsmitglied im Herder-Forschungsrat (seit 2011), Mitherausgeber der Zeitschrift Nordeuropaforum (seit 2010). Er hat einen Sitz in den wissenschaftlichen Beiräten der Zeitschriften Forschungen zur baltischen Geschichte (seit 2006) und Zeitschrift für Ostmitteleuropa-Forschung (seit 2008), außerdem des Finnland-Instituts in Deutschland in Berlin (seit 2013). Er war Research Fellow des Europäischen Hochschulinstituts in Florenz (2013) und Gründungsmitglied des Forschungszentrums Crossing Borders der Humboldt-Universität zu Berlin (2017).

## Forschung
Seine Forschungsschwerpunkte liegen in der Geschichte des frühneuzeitlichen Nordens (einschließlich des Baltikums und Russlands), der Geschichte von Nationalismus, Kolonialismus und Postkolonialismus, historischer Grenzen und Randregionen, der Geschichte der Geistes- und Sozialwissenschaften vom 16. bis 20. Jahrhundert und in der südwestdeutschen Regionalgeschichte.
Die 1995 publizierte Dissertation untersuchte erstmals die politischen Strategien der russischen Regierung gegenüber den über 100 verschiedenen Kirchen, religiösen Gemeinschaften und Kulten in der Endphase des Zarenreiches. Tuchtenhagen konnte dabei zeigen, dass die an den zentrifugalen Kräften der Multireligiosität und der eng mit ihr verbundenen Nationalbewegungen des 19. Jahrhunderts letztendlich gescheiterte Divide-et-impera-Taktik entscheidend zum Untergang des zarischen Russland in den Revolutionen von 1917 beigetragen hat. Sein umfangreiches Werk über Zentralstaat und Provinz im frühneuzeitlichen Nordosteuropa (2008) behandelt Wirkungsmechanismen monarchischer Machtausübung im Spannungsverhältnis unterschiedlicher politischer, sozialer, wirtschaftlicher und kultureller Faktoren zwischen zentralstaatlicher Regierung und regionaler Eigenständigkeit am Beispiel der schwedischen bzw. russischen Ostseeprovinzen Estland, Livland, Ingermanland und Karelien zwischen dem 16. und 19. Jahrhundert. In den Jahren 2007 bis 2021 war er zusammen mit Karsten Brüggemann und Konrad Maier († 2013) Leiter des internationalen Forschungsprojekts „Das Baltikum. Geschichte einer europäischen Region“ und Mitherausgeber des gleichnamigen, dreibändigen Handbuchs.
Einführungen und Übersichtsmonographien zur Geschichte der baltischen Länder, Schwedens, Norwegens und der Städte Vilnius und Tallinn wenden sich vor allem an Studierende und ein an der Geschichte Nordeuropas interessiertes allgemeines Publikum.
Selbständig herausgegeben hat Tuchtenhagen mehrere Sammelbände zur Geschichte der Religion und zur Geschichte der Geschichtswissenschaft in Nordosteuropa. Er ist zudem Mitherausgeber mehrerer wissenschaftlicher Monografienreihen und Zeitschriften zur neuzeitlichen Geschichte, Kultur und Politik Europas, insbesondere Nordeuropas und der baltischen Länder. Tuchtenhagen verfasste zahlreiche Artikel im Biographisch-Bibliographischen Kirchenlexikon (BBKL), im Studienhandbuch Östliches Europa und in der Enzyklopädie des europäischen Ostens.

## Schriften (Auswahl)
Monografien
- mit Karsten Brüggemann: Tallinn. Kleine Geschichte der Stadt. Köln-Weimar 2010, ISBN 3-412-20601-6.
- Wider den Geist unsinniger Fabeln. Geschichtsschreibung über Nordeuropa im Zeitalter der Aufklärung. Antrittsvorlesung an der Humboldt-Universität zu Berlin am 23. November 2011, Humboldt-Universität, Berlin 2013 (= Berliner öffentliche Vorlesungen. Band 175), ISBN 978-3-86004-287-8.
- Kleine Geschichte Norwegens. München 2009, ISBN 978-3-406-58453-4 (Rezension).
- mit Joachim Tauber: Vilnius. Kleine Geschichte der Stadt. Köln-Weimar 2008, ISBN 3-412-20204-5.
- Kleine Geschichte Schwedens. München 2008, ISBN 3-406-53618-2.
- Zentralstaat und Provinz im frühneuzeitlichen Nordosteuropa. Wiesbaden 2008, ISBN 3-447-05522-7 (Rezension).
- Geschichte der baltischen Länder. München 2005, 2. verbesserte Aufl. 2008, 3. erweiterte Aufl. 2016, 4. erweiterte und verbesserte Aufl. 2024, ISBN 3-406-50855-3.
- Religion als minderer Status. Die Reform der Gesetzgebung gegenüber religiösen Minderheiten in der verfaßten Gesellschaft des Russischen Reiches 1905–1917. Frankfurt am Main 1995, ISBN 3-631-48570-0.

Herausgeberschaften von Sammelwerken
- mit Laura Hirvi: Helsinki, Berlin und zwischendrin. Aspekte deutsch-finnischer Verflechtungen im 20. Jahrhundert, Berlin: Nordeuropa-Institut 2024 (= Berliner Beiträge zur Skandinavistik. Band 32), ISBN 978-3-932406-47-8.
- Den Norden im Blick. Beiträge zu einer Fachgeschichte der Nordeuropaforschung, Berlin: Nordeuropa-Institut 2021 (= Berliner Beiträge zur Skandinavistik. Band 26), ISBN 978-3-932406-41-6.
- mit Volker Rödel: Die Schweden im deutschen Südwesten. Vorgeschichte – Dreißigjähriger Krieg – Erinnerung, Stuttgart: Kohlhammer Verlag 2020 (= Veröffentlichungen der Kommission für geschichtliche Landeskunde in Baden-Württemberg. Reihe B: Forschungen. Band 225), ISBN 978-3-17-037424-9.
- Das Baltikum. Geschichte einer europäischen Region.
  - Band 1: mit Karsten Brüggemann, Konrad Maier und Detlef Henning: Von der Vor- und Frühgeschichte bis zum Ende des Mittelalters, Stuttgart: Anton Hiersemann Verlag 2018, ISBN 978-3-7772-1825-0;
  - Band 2: mit Karsten Brüggemann und Detlef Henning: Vom Beginn der Frühen Neuzeit bis zur Gründung der modernen Staaten, Stuttgart: Anton Hiersemann Verlag 2021, ISBN 978-3-7772-2100-7;
  - Band 3: mit Karsten Brüggemann, Konrad Maier und Anja Wilhelmi: Die Staaten Estland, Lettland und Litauen, Stuttgart: Anton Hiersemann Verlag 2020, ISBN 978-3-7772-2013-0.
- Osteuropaforschung in der nordeuropäischen Historiographie. Lüneburg: Verlag des Nordost-Instituts 2005 (= Nordost-Archiv, N.F. IX, 2000, H. 1). ISSN 0029-1595.
- Aspekte der Reformation im Ostseeraum. Lüneburg: Verlag des Nordost-Instituts 2005 (= Nordost-Archiv, N.F. XIII, 2004). ISSN 0029-1595.
- Ethnische und soziale Konflikte im neuzeitlichen Osteuropa. Festschrift für Heinz-Dietrich Löwe zum 60. Geburtstag. Hamburg: Kovač Verlag 2004, ISBN 3-8300-1504-6.
- mit Christoph Gassenschmidt: Politik und Religion in der Sowjetunion 1917–1941, Wiesbaden: Harrassowitz Verlag 2001, ISBN 978-3-447-04440-0.
- mit Dittmar Dahlmann: Zwischen Reform und Revolution. Die Deutschen an der Wolga 1860–1917, Essen: Klartext Verlag 1994 (= Veröffentlichungen des Instituts für Kultur und Geschichte der Deutschen im östlichen Europa. Band 4), ISBN 978-3-88474-171-9.

Herausgeberschaften von Monografienreihen und Zeitschriften
- Baltisches biographisches Lexikon digital (hrsg. mit Henning von Wistinghausen, Wilhelm Lenz u. a.) 2009 ff.
- Nordeuropäische Studien (hrsg. mit Bernd Henningsen, Jan Hecker-Stampehl), Berlin: Berliner Wissenschaftsverlag 2011 ff.
- Die Ostseeregion. Nördliche Dimensionen – Europäische Perspektiven (hrsg. mit Bernd Henningsen), Berlin: Berliner Wissenschaftsverlag 2011 ff.
- Quellen und Forschungen zur baltischen Geschichte = Schriften der Baltischen Historischen Kommission. Reihe I (hrsg. mit Matthias Thumser, Karsten Brüggemann), Köln-Weimar-Wien: Böhlau-Verlag 2011 ff.
- Zeitschrift für Ostmitteleuropaforschung (hrsg. mit Peter Haslinger, Karsten Brüggemann u. a.), Marburg: Verlag Herder-Institut 2009 ff.
- Nordeuropaforum (hrsg. mit Bernd Henningsen, Jan Hecker-Stampehl, Stefan Schröder u. a.), Berlin: Berlin Verlag 2007 ff.
- Schriften der Baltischen Historischen Kommission. Reihe II (hrsg. mit Gert von Pistohlkors, Paul Kaegbein, Stefan Donecker), Münster etc.: LIT Verlag 2007 ff.
- Baltische biographische Forschungen (hrsg. mit Norbert Angermann, Wilhelm Lenz), Münster: LIT Verlag 2007 ff.
- Studien zum Ostseeraum (hrsg. mit Burghart Schmidt, Jürgen Sarnowsky), Hamburg: Dobu-Verlag 2007 ff.
- Studien zur neueren Geschichte Europas (hrsg. mit Gabriele Clemens), Münster etc.: LIT Verlag 2006 ff.
- Veröffentlichungen des Nordost-Instituts (hrsg. mit Andreas Lawaty, Alfred Eisfeld), Wiesbaden: Harrassowitz-Verlag 2006–2011.